# Аденозин
Аденозин — нуклеозид, що складається з аденіну, з'єднаного з рибозою (рибофуранозою) β-N9-глікозидним зв'язком. Входить до складу деяких ферментів, АТФ та нуклеїнових кислот.

## Аденозин, як медіатор
Основний тип рецепторів А1: гальмує активність аденілатциклази. 
Антагоністи: кофеїн, теофелін (шоколад, чай), сечова кислота. Можуть формувати залежність.
Кількість аденозину збільшується при використанні багато енергії (АТФ), діє на рецептори та активується захисна реакція організму, втома. 
Під час дії антагоністів, організм не відчуває втому та активується робота багатьох органів, але запаси енергії продовжують використовуватися без поповнення і така довготривала дія призводить до виснаження. 
При подагрі сечова кислота осідає в суглобах та регулярно блокує аденозинові рецептори. Такі люди зачасту дуже активні та рідко відчувають втому.